# Gumpoldskirchen
Gumpoldskirchen är en köpingskommun i förbundslandet Niederösterreich i Österrike. Orten ligger söder om Wien i distriktet Mödling. Gumpoldskirchen är berömd för sitt vin (Gumpoldskirchener).